# Tramvaiul din Arad

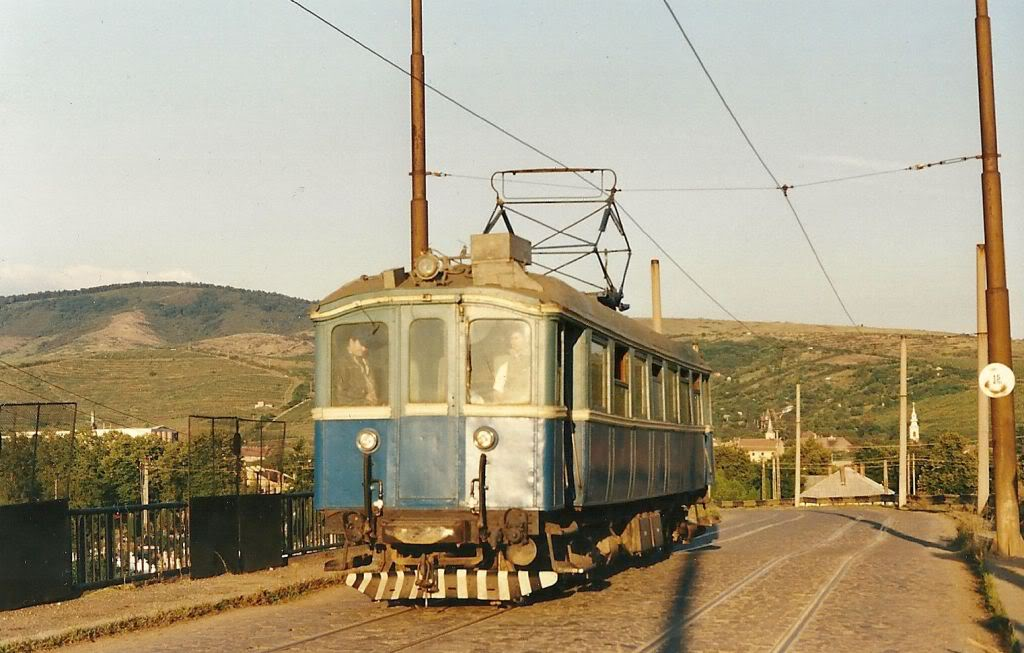
Săgeata Verde a funcționat pe liniile interurbane din Arad

Rețeaua de tramvai arădeană reprezintă principalul mijloc de transport în comun în municipiul Arad. Lungimea totală a întregii rețele este de 100,17 km de linii de mai multe categorii. Parcul de material rulat este unul divers, în principal de origine cehă și germană (DÜWAG GT6, GT8, GB6, GB4, M8S; Tatra T4D/B4D; MFE GT4), dar și tramvaie de origine autohtonă, modelul „Imperio” produs la uzina „Astra Vagoane Călători” din oraș.

## Istoric
Istoria transportului public urban cu ajutorul tramvaielor în Arad, a început odată cu montarea primelor linii pentru tramvaiul tras de cai în 1869 de către Societatea pe Acțiuni de Cale Ferată și Fabrica de Cărămidă. Circulația se făcea pe 3 linii, cu 19 tramvaie trase de câte un cal, fiind folosite atât pentru transportul de călători cât și pentru transportul mărfurilor între fabricile din oraș. Prima linie mergea de la gară la fabrica de hârtie de pe malul Mureșului.
La începutul secolului au existat planuri de electrificare a rețelei însă acestea nu au fost realizate, în 1913 rețeaua fiind preluată de municipalitate care a închis linia de pe Bulevard, zonă ce era deservită încă din 1908 de autobuze „Astra”. În 1914 s-a trecut la tracțiunea mecanică, tramvaiul cu aburi fiind ulterior înlocuit cu unul pe benzină. În 1928, în urma eșuării unui nou proiect de electrificare, se face trecerea din nou la autobuze până la începutul celui de-al Doilea Război Mondial, când majoritatea autobuzelor sunt rechiziționate pentru efortul de război, rămânând în funcțiune un singur traseu. 
După cucerirea Odessei de către trupele române, tramvaiele din acel oraș au fost împărțite între mai multe orașe din România, Aradul primind 14 vagoane cu ecartament metric care au funcționat între Gară și Piața Avram Iancu., în baza deciziei Consiliului de Miniștri nr. 789 din 10 septembrie 1943, prin care Primăriei Municipiului Arad îi era acordată concesiunea de construire și exploatare pe 90 de ani a mai multor linii de tramvai cu ecartamentul de 1 m pe următoarele trasee, în lungime totală de 26.500 m:
1. Piața Gării Arad – Piața Avram Iancu (linie principală cu fir dublu) – Str. Mareșal Averescu – Str. Tribunul Dobra – Calea Romanilor – Canalul Țiganca (linie principală cu fir simplu), în lungime totală de 6500 m
2. Gara CFR Arad – Calea Aurel Vlaicu – Piața Sf. Ioan Gai, în lungime de 5800 m
3. nu era precizată
4. Gara Podgoria – Viaductul CFR – Vama Grădiștii, în lungime de 2800 m
5. Piața Sf. Treime – Str. Mihai Eminescu – Str. Calvin – Str. Dorobanților – Aeroport, în lungime de 4000 m
6. Piața Sf. Treime – Str. Ion Brătianu – Str. Mărășești – Calea Victoriei – Fabrica de textile, în lungime de 3400 m
7. Canalul Țiganca – Str. Calea Banatului din comuna Aradul Nou (pe șoseaua națională) – Str. Roșiorilor din comuna Aradul Nou – Sânnicolau Mic, linie externă în lungime de 3000 m

În plus, mai erau socotiți încă 1000 m de linie pentru deviatoare și remiza tramvaielor. Ulterior, deoarece tramvaiele aduse din Odessa au trebuit returnate după 23 august 1944, au fost reactivate vechile tramvaie diesel și cu aburi. 
Odată cu finalul celui de-al Doilea Război Mondial, autoritățile orașului decid reactivarea serviciului de tramvaie ca unul modern electrificat, care să funcționeze în paralel cu cel de autobuze care exista din 1907. Astfel, din 29 noiembrie 1946 în Arad vor circula doar tramvaie electrice. În 1947, deoarece existau doar 3 vagoane de tramvai, se reînființează sistemul de autobuze care în 1951 beneficia de un număr de 8 autobuze. Până în 1950 au mai fost produse la fabrica Astra încă 12 vagoane, iar rețeaua se întindea pe relația Bariera C.F.R. Gai—Bulevardul Revoluției—Aradul Nou. În perioada 1974–1981 au fost aduse 100 de tramvaie Tatra T4R, iar în 1982–1985 tramvaie Timiș 2. Datorită stării foarte proaste a materialului rulant de la începutul anilor 1990, în 1995 s-au achiziționat tramvaie cu ecartament metric deja folosite.
În 1906, se deschide o linie suburbană din Arad spre localitățile Șiria și Pâncota în Podgoriile Aradului și Radna (Lipova) pe Valea Mureșului. Această linie cu ecartament metric, avea asigurată tracțiunea cu automotoare pe benzină fabricate la uzina arădeană Weitzer. 
În 1913 această linie avea să fie electrificată, devenind prima cale ferată electrificată din estul Europei și a 8-a din lume. Deși nu era considerată linie de tramvai, până la momentul introducerii tramvaielor urbane pentru continuarea serviciului de transport călători în 1983, acest segment de cale ferată a constituit un caz aparte în istoria căilor ferate electrificate din România, datorat în principal ecartamentului de 1000 mm.

## Segmentele de cale
Segmentele actuale de cale au fost instalate începând cu anul 1944 până în 1987, când nu s-a mai înregistrat nicio dezvoltare a rețelei până în anul 2004. Anii deschiderii segmentelor de cale sunt:
- 1944 - Gara CFR - Piața Avram Iancu
- 1948 - Piața Avram Iancu - Gara CFR Aradul Nou
- 1949 - Gara CFR - Bariera CFR Gai
- 1959 - Bariera Gai - Centru Gai
- 1973 - Piața UTA - Căpitan Ignat si actuala bucla Fat Frumos
- 1978 - Piața Podgoria - Combinatul Chimic si ramura Renasterii-
- Voinicilor
- 1983 -  Capitan Ignat - Piața Romană
- 1984 - Combinatul Chimic - Ghioroc
- 1986 - Piața Podgoria - Sere Grădiște - C.E.T.
- 1987 - Pasaj Micalaca - Micălaca Zona II-III
- 2003 - Legatura Strada Voinicilor- Billa
- 2004 - Băile Termale - Platforma Industrială Vest

## Linii

### Actuale
Numerotarea linilor se face numeric fără o anumită schemă de numerotare. Sunt indicate stațiile cele mai importante, prezente de obicei pe tabelele din vehicule
- Linia 1 - Făt Frumos -> Piața UTA -> Gara CFR -> Podgoria -> Piața Romană
- Linia 1b - Platforma Industrială -> Băile Termale -> Făt Frumos
- Linia 3 - Făt Frumos -> Piața UTA -> Gara CFR -> Podgoria -> Piața Romană -> Gara CFR Aradul Nou
- Linia 6 - Piața Gai -> Piața UTA -> Gara CFR -> Piața Podgoria -> Piața Romană
- Linia 7 - Făt Frumos -> Piața UTA -> Piața Podgoria -> Piața Romană -> Căpitan Ignat -> Piața UTA -> Făt Frumos
- Linia 9 - Făt Frumos -> Piața Podgoria -> Renașterii (Calul Bălan) -> Vama Micălaca -> Vladimirescu Moara -> Vladimirescu II
- Linia 10 - Piața Romană -> Piața Podgoria -> Renașterii (Calul Bălan) -> Vama Micălaca -> Vladimirescu -> Combinatul Chimic
- Linia 11 - Făt Frumos -> Piața Podgoria -> Renașterii (Calul Bălan) -> Vama Micălaca -> Vladimirescu -> Mândruloc -> Cicir -> Sâmbăteni -> Ghioroc
- Linia 12 - Piața Romană -> Piața Podgoria -> Renașterii (Calul Bălan) -> Vama Micălaca -> Vladimirescu -> Mândruloc -> Cicir -> Sâmbăteni -> Ghioroc
- Linia 14 - Combinatul Chimic -> Mândruloc -> Cicir -> Sâmbăteni -> Ghioroc[7]
- Linia 15 - Făt Frumos -> Piața UTA -> Caius Iacob -> Astra Sector II -> Gorunului -> Vama Grădiște -> Sere Grădiște
- Linia 15b - Făt Frumos -> Piața UTA -> Caius Iacob -> Astra Sector II -> Gorunului -> Vama Grădiște -> Sere Grădiște -> C.E.T.
- Linia 16 - Piața Romană -> Piața Podgoria -> Caius Iacob -> Astra Sector II -> Gorunului -> Vama Grădiște -> Sere Grădiște
- Linia 16b - Piața Romană -> Piața Podgoria -> Caius Iacob -> Astra Sector II -> Gorunului -> Vama Grădiște -> Sere Grădiște -> C.E.T.
- Linia 18b - Făt Frumos -> Piața UTA -> Căpitan Ignat -> Piața Romană -> Piața Podgoria -> Gara CFR -> Piața UTA -> Făt Frumos

### Retrase
- Linia 4b - Făt Frumos -> Piața UTA -> Căpitan Ignat -> Piața Sârbească -> Piața Romană ( Boul Roșu )

- Linia 5 - Vama Micălaca -> Piața Podgoria -> Piața Romană -> Gara CFR Aradul Nou
- Linia 18 - Piața Romană -> Piața Podgoria -> Uzina Electrică -> Universitatea Aurel Vlaicu -> Billa -> Grădinița -> Renașterii (Calul Bălan) -> Uzina Electrică